# Eleocharis nigrescens
Eleocharis nigrescens là loài thực vật có hoa trong họ Cói. Loài này được (Nees) Steud. mô tả khoa học đầu tiên năm 1855.